# Chak jezik
Chak jezik (ISO 639-3: ckh; sak tsak), tibetsko-burmanski jezik u Arakanu (Burma) i susjednom Bangladešu, ukupno oko 25 500 govornika, od čega 20 000 u Burmi (2002.).
Većina Chaka u Bangladešu živi kod Bandarbana, a služi se i jezikom marma [rmz]. Danas se klasificira jinghpo-luiskoj skupini, a donedavno se vodio kao neklasificiran.

## Vanjske poveznice
- Ethnologue (14th)
- Ethnologue (15th)